# Villalba Abajo
Villalba Abajo es un barrio ubicado en el municipio de Villalba en el Estado Libre Asociado de Puerto Rico. En el Censo de 2010 tenía una población de 2880 habitantes y una densidad poblacional de 408,36 personas por km².

## Geografía
Villalba Abajo se encuentra ubicado en las coordenadas 18°5′55″N 66°30′47″O / 18.09861, -66.51306. Según la Oficina del Censo de los Estados Unidos, Villalba Abajo tiene una superficie total de 7.05 km², de la cual 6.46 km² corresponden a tierra firme y (8.34%) 0.59 km² es agua.

## Demografía
Según el censo de 2010, había 2880 personas residiendo en Villalba Abajo. La densidad de población era de 408,36 hab./km². De los 2880 habitantes, Villalba Abajo estaba compuesto por el 83.44% blancos, el 6.01% eran afroamericanos, el 0.35% eran amerindios, el 0.03% eran asiáticos, el 8.44% eran de otras razas y el 1.74% pertenecían a dos o más razas. Del total de la población el 99.62% eran hispanos o latinos de cualquier raza.